# Yutaro Abe
Yutaro Abe (Tokyo, 5 oktober 1984) is een voormalig Japans voetballer.

## Carrière
Yutaro Abe speelde tussen 2002 en 2011 voor Yokohama F. Marinos, Montedio Yamagata, Ferverosa Ishikawa Hakusan, Tokushima Vortis en Gainare Tottori.